# لادیسلائوس وایدا
لادیسلائوس وایدا (مجاری: Ladislaus Vajda؛ ‏ ۱۹ اوت ۱۸۷۷ – ۱۰ مارس ۱۹۳۳) فیلم‌نامه‌نویس اهل مجارستان بود.
از فیلم‌هایی که وی در آن‌ها نقش داشته‌است، می‌توان به شماره ۱۱۱، الیور توئیست، بهمن، عشق ژان نی، جعبه پاندورا و سرزمین بی زن اشاره نمود.